# Target Games
Target Games era uma empresa sueca de role-playing game, ativa de 1980 a 1999, quando entrou em falência, e se dividiu em na Paradox Entertainment e na Paradox Interactive.
Lançou os jogos Drakar och Demoner (1982), Mutant (1984), Kult (1991), Chock, Sagan om Ringen e Stjärnornas Krig.
A empresa se tornou uma fabricante de softwares de jogos de estratégia a partir de 1995. No início, começou fazendo um software baseado no jogo de tabuleiro Svea Rike. Com o sucesso do jogo, a companhia continuou a investir em software de entretenimento, e em 1999 a empresa se dividiu em duas entidades: Paradox Interactive, que focava na produção de jogos de computador, e Paradox Entertainment, que tinha foco em produzir tabuleiros para role-playing games. Mais tarde, para auxiliar na distribuição e promoção dos jogos, a Paradox Interactive criou uma ramificação, a Paradox Development Studio, para focar no desenvolvimento de grandes jogos de estratégia, enquanto a Paradox Interactive passou a cuidar da promoção e distribuição dos jogos em geral.